# Костурско езеро
Ко̀стурското езеро (на гръцки: Λίμνη Καστοριάς, Лѝмни Кастория̀с или Ορεστιάδα‎, Орестиа̀да, катаревуса: Ορεστιάς, Орестия̀с или Λίμνη Ορεστιάδας, Лѝмни Орестиа̀дас) е езеро в северозападната част на Егейска Македония, Гърция, разположено в Костурската котловина.

## Описание
Езерото е разположено на 703 m надморска височина. Площта му е 28 km2, а водосборният му басейн e 253 km2. Дълбочината на езерото е приблизително 9 m. Езерото е дълго 30 km и има обем от 100 000 000 m3 вода.
Езерото е оформено през миоцена преди около 10 милиона години и е остатък от много по-голямо езеро от 165 квадратни километра, изпълващо Костурската котловина. В езерото се вливат 9 малки реки - Стара река, Сушица (Апоскепската река), Влака (Вишенската река), Кондоробската река, Хухерища (Тихолищката река), Фотинищката река, Изтек, Свети Атанасий и Фундуклийската река, като най-голямата от тях е Стара река, а най-малка Свети Атанасий - малък поток между Влака и Хухерища с дебит от 100 l/s. Речният приток на Стара река е от голямо значение за Костурското езеро, тъй като е основният източник на езерото с вода около 350 l/s на средна годишна база, но също така и с изобилие от пренасяни материали, които се вливат в езерото. В източната част на водосборния басейн се вливат Стара река, Изтек и Фотинищката река, в западната част на водосборния басейн се вливат Апоскепската и Фундуклийската, докато в северната част са притоците Кондоробската река, Тихолищката река, Свети Атанасий и Вишенската река.
Самото езеро се оттича чрез Гьоле, която се влива в Бистрица (Алиакмонас) южно от село Ново Костараджа (Нео Костарази). На изтека на Гьоле от езерото е направена преграда от френски инженери в 1916 година. В 1932 година е построен бетонен шлюз с подвижни капаци, за да се контролира нивото на езерото. По-късно вратите са заменени с електрически, разположени на 550 m от бреговата линия на езерото, за да се отвежда вода в реката. Експериментално регулиране на вратите в 2016 година подобрява качеството на водите на езерото от лошо в 2014 година до средно в 2016 година.
Водните потоци, които снабдяват Костурското езеро, се отличават по размер на техните водосбори в три категории - средни водни потоци: тук влиза Стара река с водосборна площ, която заема 51,29% от водосборната площ на езерото, поради което играе ключова роля в неговото функциониране; малки водни потоци: тук попадат всички други притоци, като те заемат обща площ около 71,52 km2, което съответства на 35,23% от водосборния басейн на езерото, така че те могат да окажат значително влияние върху цялостната експлоатация на езерото; междинни отточни повърхности - това са повърхностите, разположени между планинските басейни на изброените реки, като общата им площ възлиза на 27 355 km2 (13,48%), така че значението им остава ограничено до незначително.
В района на езерото се срещат над 200 вида птици, а самото езеро се смята за второто по богат улов на риба в Гърция.
На полуострова Горица в Костурското езеро е разположен град Костур.